# Thiaville-sur-Meurthe
Thiaville-sur-Meurthe ist eine französische Gemeinde mit 595 Einwohnern (Stand 1. Januar 2022) im Département Meurthe-et-Moselle in der Region Grand Est (vor 2016 Lothringen). Sie gehört zum Arrondissement Lunéville und zum Kanton Baccarat. Die Einwohner nennen sich Thiavillois(es).

## Geografie
Die Gemeinde liegt etwa 55 Kilometer südöstlich von Nancy im Süden des Départements Meurthe-et-Moselle an der Grenze zum Département Vosges. Nachbargemeinden sind Bertrichamps im Norden, Raon-l’Étape (im Département Vosges) im Osten, Sainte-Barbe (im Département Vosges) im Süden sowie Lachapelle im Westen. Die Gemeinde besteht aus dem Dorf Thiaville-sur-Meurthe, dem mit ihm zusammengewachsenen Weiler Bellevue, dem Weiler Fagnoux sowie einigen Häusergruppen und Einzelgehöften. Der Fluss Meurthe durchquert die Gemeinde und bildet streckenweise die Gemeindegrenze. Weite Teile des Gemeindegebiets sind bewaldet.

## Geschichte
Die heutige Gemeinde wurde unter dem Namen Thiadivilla in einem Dokument erwähnt. Thiaville-sur-Meurthe gehörte zur Provinz Trois-Évêchés (Drei Bistümer), die faktisch 1552 an Frankreich fiel. Bis zur Französischen Revolution lag die Gemeinde im Grand-gouvernement de Lorraine-et-Barrois. Von 1793 bis 1801 war die Gemeinde dem Distrikt Lunéville zugeteilt. Seit 1793 ist sie Teil des Kantons Baccarat. Seit 1801 ist sie zudem dem Arrondissement Lunéville zugeordnet. Die Gemeinde lag bis 1871 im alten Département Meurthe. Bis 1926 hieß die Gemeinde nur Thiaville.

## Bevölkerungsentwicklung
| Jahr                       | 1962 | 1968 | 1975 | 1982 | 1990 | 1999 | 2007 | 2019 |
| Einwohner                  | 418  | 421  | 470  | 560  | 577  | 537  | 483  | 587  |
| Quellen: Cassini und INSEE |      |      |      |      |      |      |      |      |

## Verkehr
Thiaville-sur-Meurthe liegt an der Bahnstrecke von Lunéville nach Saint-Dié-des-Vosges und hat einen eigenen Bahnhof. Mitten durch die Gemeinde führt die N59 mit einem Vollanschluss an der Gemeindegrenze zu Raon-l’Étape. Für den regionalen Verkehr ist die D158 wichtig, die durch das Dorf führt.

## Sehenswürdigkeiten
- Dorfkirche Saint-Joseph aus dem 19. Jahrhundert
- zwei ehemalige Mühlen (in der Rue de la libération und der Rue du moulin)
- Denkmal für die Gefallenen[1]
- mehrere Brunnen
- Gedenkstätte für Pierre Pierron

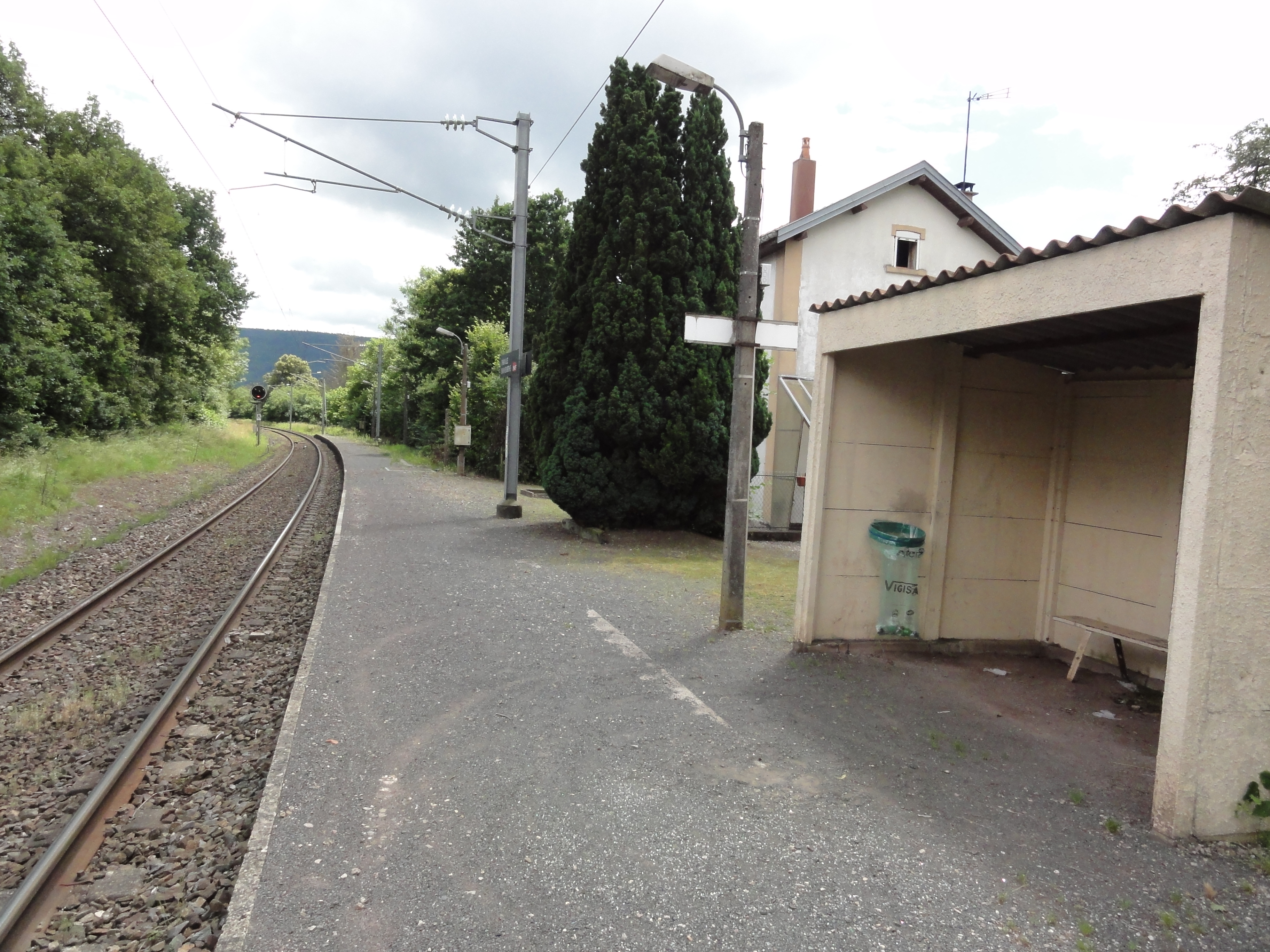
Bahnhof/Haltestelle der Gemeinde
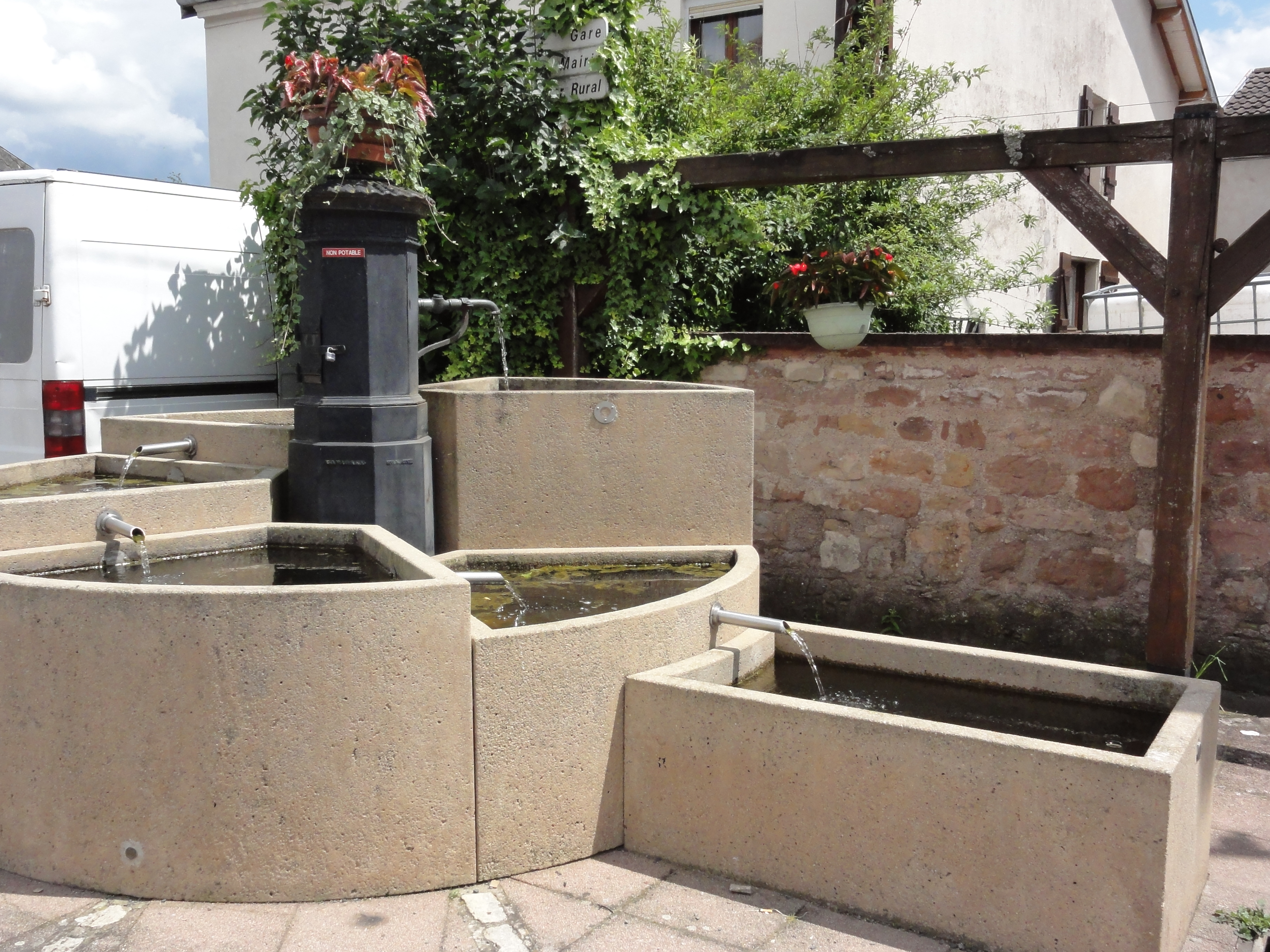
Einer der Brunnen in der Gemeinde
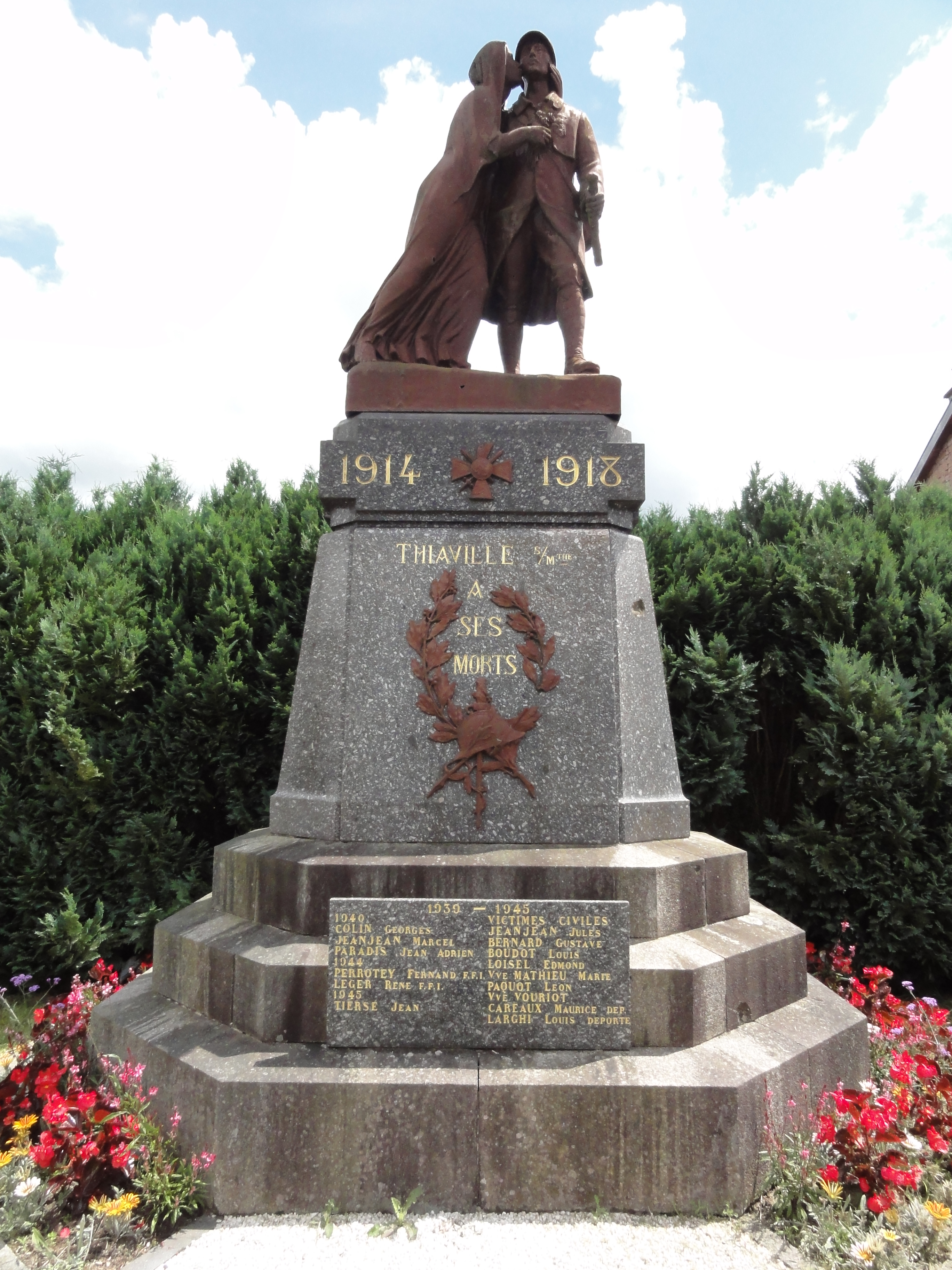
Denkmal für die Gefallenen
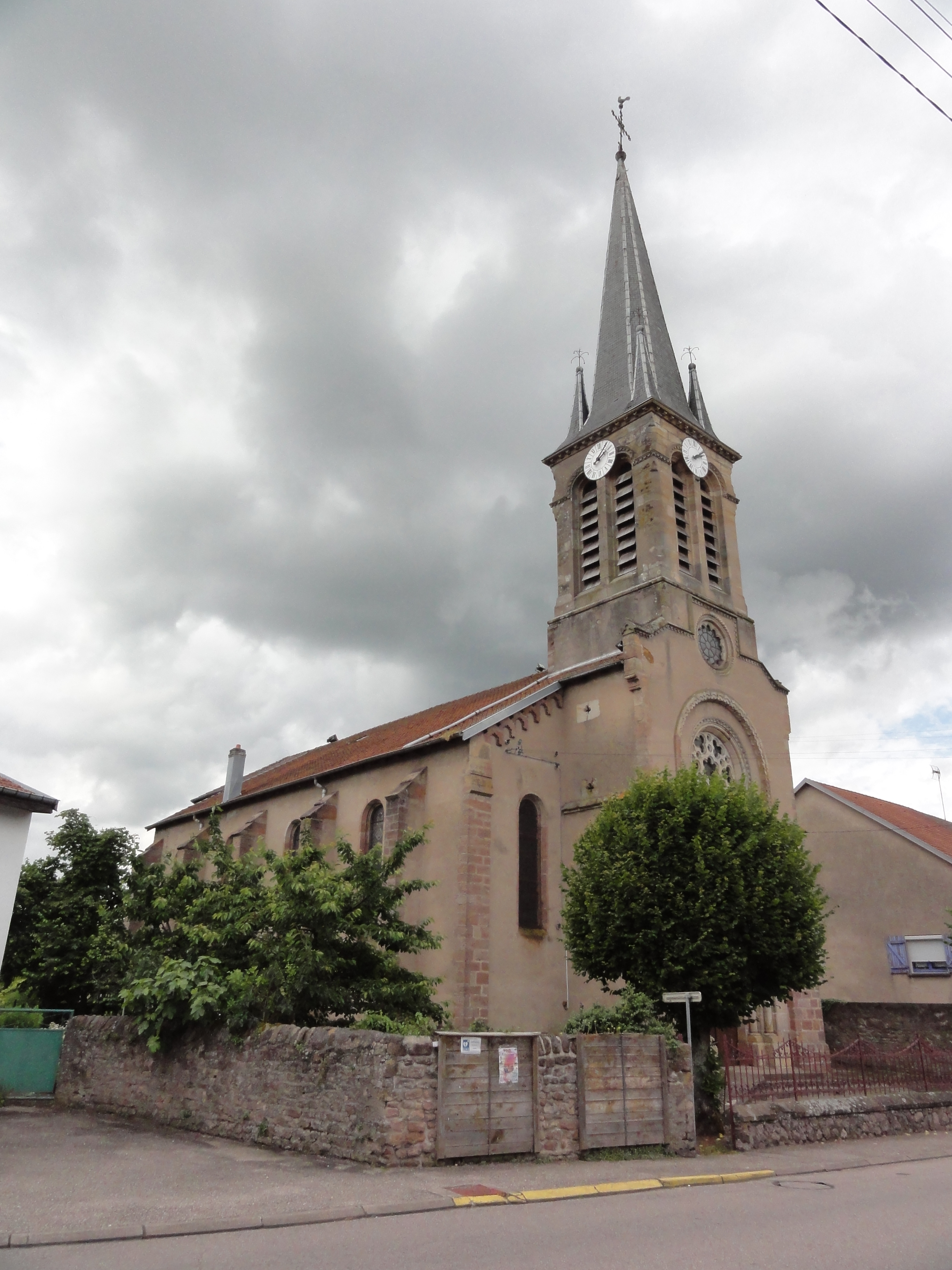
Dorfkirche Saint-Joseph
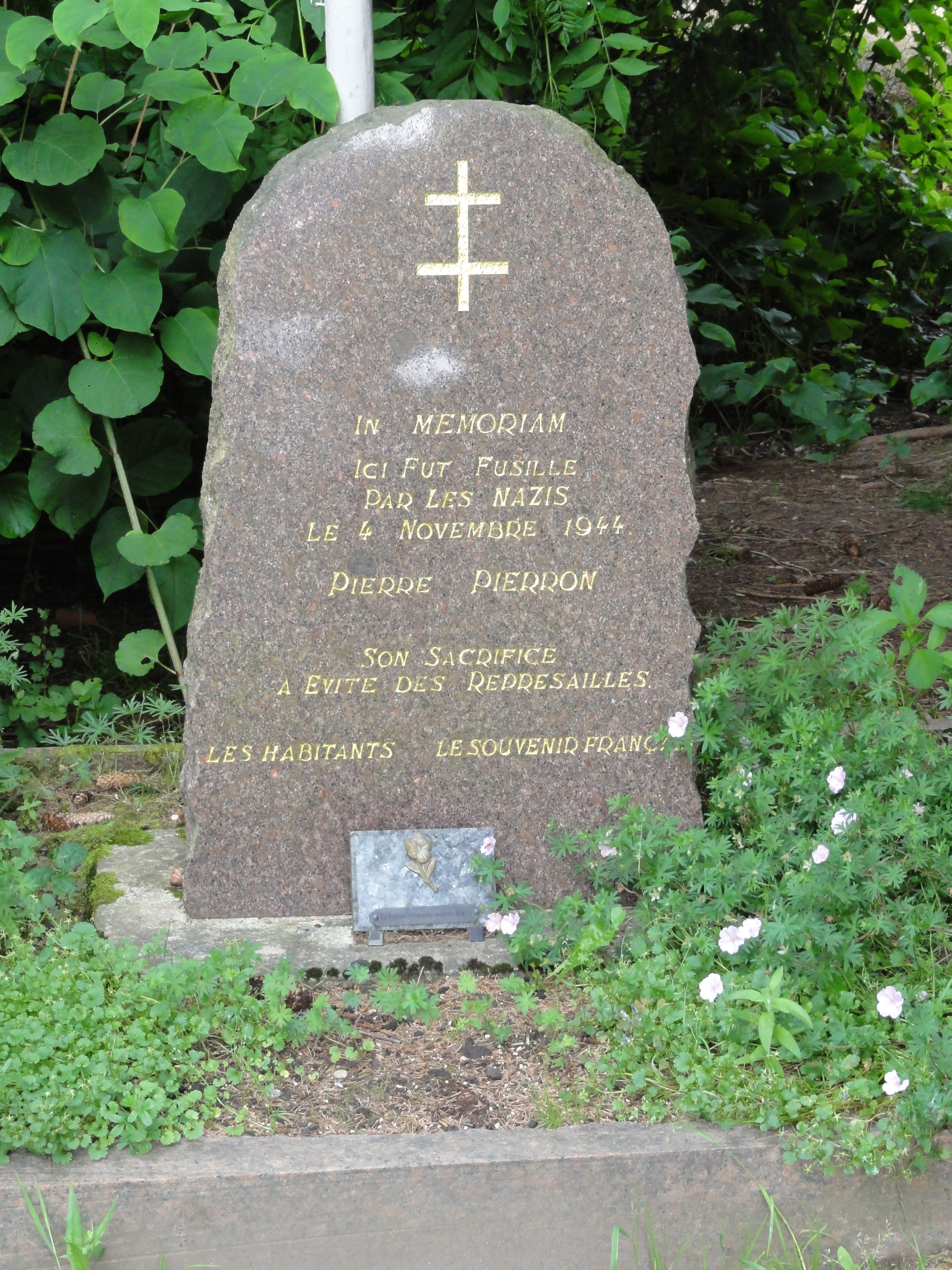
Gedenkstätte für Pierre Pierron